# 제48회 NHK 홍백가합전
《제48회 NHK 홍백가합전》(일본어: 第48回NHK紅白歌合戦 다이욘주핫카이에누에이치케이코하쿠우타갓센[*])는 1997년 12월 31일에 방송된 통산 48회째인 NHK 홍백가합전이다.

## 소개
출산휴식 전 마지막으로 무대를 오르는 아무로 나미에와 해산 전 마지막 라이브를 가지는 X JAPAN이 화제였다.

## 사회자
- 종합사회 - 미야모토 류지 아나운서
- 홍조(紅組) - 와다 아키코
- 백조(白組) - 나카이 마사히로

## 심사원
- 이하라 마사미 : 주장으로서 일본 축구 국가대표팀을 FIFA 월드컵 첫 출장으로 이끌었던 주역.
- 요시나가 사유리 : 긴 시간에 걸쳐 원폭시 낭독을 라이프워크로 하고 있는 여배우.
- 카타오카 니자에몽 (15대) : 가부키 배우.
- 이토 미도리 : 1998년 동계 올림픽에서 최종 점화자를 맡았던 피겨 스케이팅 선수.
- 사사키 가즈히로 : 97년 일본 프로 야구 최다 세이브 투수 등 수많은 개인 타이틀을 획득한 요코하마 베이스타스 투수.
- 사토 유미코 : 97년 하반기 연속 TV 소설 『甘辛しゃん』의 여주인공 칸자와 이즈미역.
- 모토키 마사히로 : 98년 NHK 대하드라마 『徳川慶喜』의 도쿠가와 이에야스 역.
- 시노다 세츠코 : 소설 『女たちのジハード』로 117회 나오키상 수상.
- 타니가와 코지 : 97년 제 55기 명인전 칠번승부에서 승리하고 17대 명인 자격을 얻은 쇼기 기사.
- 요시유키 아구리 : 97년 상반기 연속 TV 소설 『あぐり』의 여주인공 모치즈키 아구리 역

## 출장가수
진한 글씨는 그 해 이긴 조를 나타냄.

괄호 안의 숫자는 출장횟수를 나타냄.

### 1부
- 홍조(紅組) :
  - SPEED (1) 〈White Love〉
  - 히로스에 료코 (1) 〈大スキ！〉
  - 이와모토 쿠미 (1) 〈涙唱〉
  - 나카무라 미츠코 (5) 〈人生桜〉
  - Every Little Thing (1) 〈Shapes Of Love〉
  - 코자이 카오리 (6) 〈人形（おもちゃ）〉
  - 마츠 타카코 (1) 〈明日、春が来たら〉
  - 고다이 나츠코 (8) 〈憂愁平野〉
  - 모리타카 치사토 (6) 〈SWEET CANDY〉
  - 나가야마 요코 (4) 〈たてがみ〉

- 백조(白組) :
  - T.M.Revolution (1) 〈WHITE BREATH〉
  - TOKIO (4) 〈フラれて元気〉
  - 소리마치 타카시 (1) 〈Forever〉
  - 토바 이치로 (10) 〈カサブランカ・グッバイ〉
  - 야마카와 유타카 (5) 〈酒場のろくでなし〉
  - 호리우치 타카오 (10) 〈愛（いと）しき日々〉
  - 샤란Q (3) 〈パワーソング〉
  - 후지이 후미야 (5) 〈Go the Distance〉
  - 마에카와 키요시 (7) 〈薔薇のオルゴール〉
  - 미나미 코세츠 (5) 〈うちのお父さん〉

### 2부
- 홍조(紅組) :
  - 카하라 토모미 (2) 〈Hate tell a lie〉
  - MAX (1) 〈Give me a Shake〉
  - Le Couple (1) 〈ひだまりの詩〉
  - DREAMS COME TRUE (8) 〈PEACE!〉
  - 덴도 요시미 (2) 〈珍島物語〉
  - 오로라 테루코(카와이 미치코) (1) 〈夫婦みち〉
  - 고바야시 사치코 (19) 〈幸せ〉
  - 유키 사오리·야스다 사치코 (6) 〈トルコ行進曲〉
  - 후지 아야코 (6) 〈うたかたの恋〉
  - 모리야마 료코 (7) 〈さとうきび畑〉
  - 사카모토 후유미 (10) 〈大志（こころざし）〉
  - 미야코 하루미 (29) 〈海峡の宿〉
  - 이시카와 사유리 (20) 〈天城越え〉
  - 와다 아키코 (21) 〈夢〉
  - 아무로 나미에 (3) 〈CAN YOU CELEBRATE?〉

- 백조(白組) :
  - SMAP (7) 〈ダイナマイト·セロリ！〉
  - GLAY (1) 〈HOWEVER〉
  - 고 히로미 (18) 〈お嫁サンバ’97〉
  - 사이죠 히데키 (14) 〈moment〉
  - 미카와 켄이치 (14) 〈慕情〉
  - 카와무라 류이치 (1) 〈Love is・・・〉
  - X JAPAN (5) 〈Forever Love〉
  - 사다 마사시 (9) 〈秋桜（コスモス）〉
  - 요시 이쿠조 (12) 〈津軽平野〉
  - 가야마 유조 (13) 〈若大将’97スペシャル[1]〉
  - 타니무라 신지 (11) 〈櫻守〉
  - 호소카와 타카시 (23) 〈冬の宿〉
  - 모리 신이치 (30) 〈襟裳岬〉
  - 키타지마 사부로 (34) 〈竹〉
  - 이츠키 히로시 (27) 〈千曲川〉